# Tim Rogge
Tim Rogge (Oudenaarde, 3 februari 1977) is een Belgische gewezen atleet, die zich had toegelegd op de middellange afstand. Hij nam eenmaal deel aan de wereldkampioenschappen en veroverde één Belgische titel.

## Biografie
Rogge verbeterde als junior het Belgisch juniorenrecord van Ivo Van Damme op de 800 m. In 1996 wist hij zich te plaatsen voor de Europese indoorkampioenschappen. Hij werd er uitgeschakeld in de series. Het jaar nadien wist hij zich in de Nacht van de Atletiek te plaatsen voor de WK in Athene. Hij werd uitgeschakeld in de series.
In 1999 veroverde Tim Rogge de Belgische titel op de 800 m. Nadien behaalde hij nog enkele ereplaatsen op Belgische kampioenschappen, maar hij wist zich niet meer te plaatsen voor internationale kampioenschappen. In 2008 maakte een gescheurde achillespees een einde aan zijn carrière.

### Clubs
Rogge begon zijn carrière bij KAAG Atletiek was daarna aangesloten bij Racing Club Gent. Hij sloot zijn sportieve loopbaan af als atleet en coach bij AV Lokeren.

## Belgische kampioenschappen
| Onderdeel | Jaar |
| --------- | ---- |
| 800 m     | 1999 |

## Persoonlijke records
Outdoor
| Onderdeel | Prestatie | Datum        | Plaats   |
| --------- | --------- | ------------ | -------- |
| 800 m     | 1.46,07   | 19 juli 1997 | Hechtel  |
| 1000 m    | 2.22,56   | 18 aug 2001  | Heverlee |
| 1500 m    | 3.49,85   | 26 juni 2005 | Aalst    |

Indoor
| Onderdeel | Prestatie | Datum            | Plaats |
| --------- | --------- | ---------------- | ------ |
| 800 m     | 1.48,03   | 8 februari 1998  | Gent   |
| 1500 m    | 4.01,74   | 17 februari 2008 | Gent   |

## Palmares

### 800 m
- 1995: 5e in ½ fin. EK U20 in Nyiregyhaza - 1.49,57
- 1996:  BK indoor AC - 1.50,73
- 1996: 5e in serie EK indoor in Stockholm - 1.49,35
- 1996: 6e in ½ fin. WK U20 in Sydney - 1.49,46
- 1997:  BK AC - 1.50,63
- 1997: 4e op EK U23 in Turku - 1.47,77
- 1997: 7e in serie WK in Athene - 1.48,38
- 1997: 18e in ½ fin. Universiade op Sicilië - 1.50,19
- 1998:  BK indoor AC - 1.48,62
- 1999:  BK AC - 1.48,54
- 2000:  BK AC - 1.49,79
- 2001:  BK AC - 1.49,55
- 2005:  BK indoor AC - 1.50,51
- 2005:  BK AC - 1.47,83

### 1500 m
- 2008:  BK indoor AC - 4.01,74